# 国鉄TR26形台車

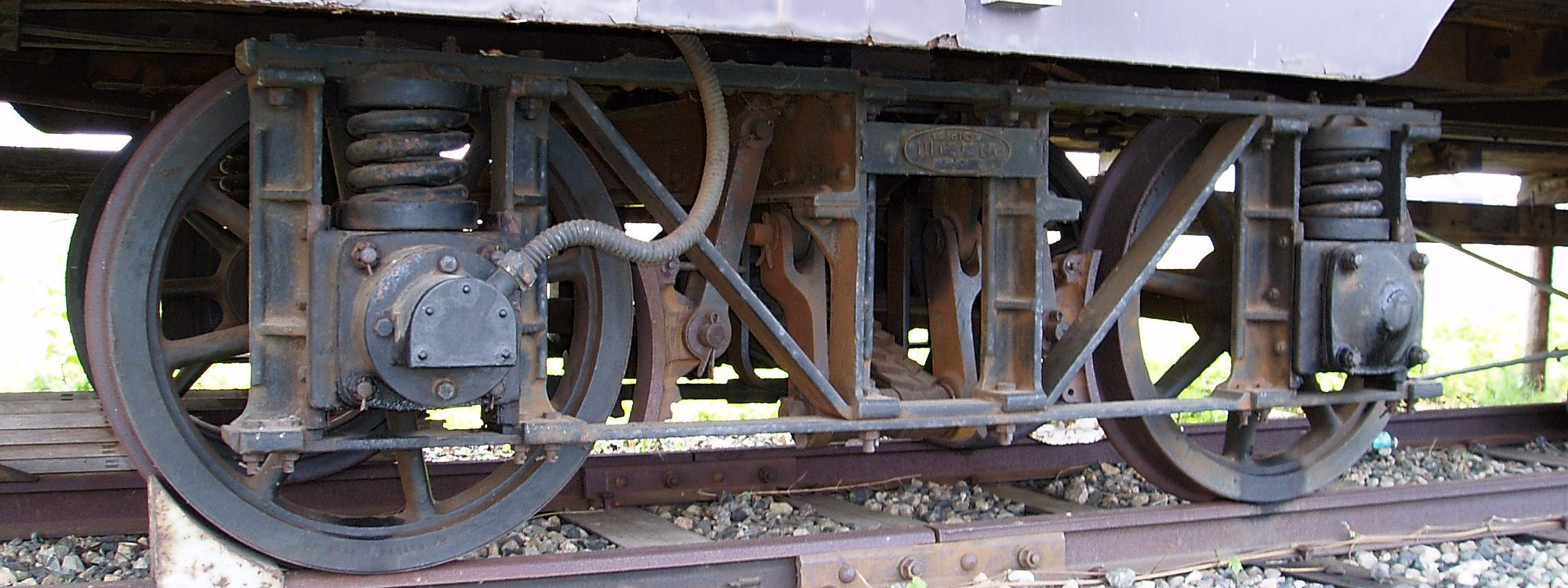
TR26形台車

国鉄TR26形台車（こくてつTR26がただいしゃ）は、鉄道省が開発した鉄道車両用台車の一形式である。

## 概説
当時日本の気動車開発で最先端を走っていた日本車輌製造本店製気動車用台車を基本として、1932年に設計され、1933年より製造が開始されたキハ39600形→キハ41000形より1951年に製造されたキハ41600形までの同系車各種に採用された。
また、キハ41000形の姉妹形式であるキハ40000形にも軸距を短縮したTR27・TR28が採用され、更にキハ41000形の拡大版に相当するキハ42000形にも軸距を延長し、枕ばね部を強化したTR29が採用された。

### 構造
当時としては極限に近い軽量化を図った、帯鋼板組立による菱枠に鋳鋼製のペデスタル部およびクインポストを組み込んだ側枠を備える。
また、トランサムは溝形鋼を組み合わせて構成されており、ここに動軸の逆転機を2本の転動防止用リンクで装架する構造であった。
菱枠構造そのものはボギー台車の黎明期にアメリカで既に存在しており、軸ばねを省略したタイプのものは貨車用を中心に日本でも明治期から普及していた。本形式の設計は菱枠構造を基本に軸ばねを付加することで軽量化と一定の水準の揺動特性の両立を図るものであり、日本車輌製造本店が1920年代後半の気動車市場参入以来、様々な試行錯誤を繰り返した末に確立した、気動車向け標準型2軸ボギー台車の規格設計を基に、各部寸法を鉄道省側の要求に合わせて調整したものであった。
この開発経緯が示すとおり、本形式は各部寸法の調整や枕ばね部の組み替えでその軸距や心皿荷重上限の変更が容易に可能な設計となっており、実際にも前述の通り本形式の軸距を伸縮したTR27 - 29が鉄道省向け派生形式として設計されている。
軽量化に留意し端梁を省略、更には下揺れ枕を省略し重ね板ばねの両端を直接揺れ枕吊りからリンクで吊り下げるという大胆な構成とされたが、ばね下重量を極限まで削減したこともあり、本形式の乗り心地は70から80km/h前後で走行しても同時代の電車・客車用制式台車と遜色なく、むしろ良好なものであると評された。そればかりか、戦後国鉄主導で設計されたDT18を筆頭とする一連のゴムブロックを枕ばねとする気動車用台車群と比較してもその乗り心地は良好であったと評価されており、私鉄向けでは戦後もDT22・TR51が開発されるまで長く本形式と同様の構造を備えた台車の製造が継続した。
なお、軸受には当時の鉄道省の車両では珍しいスウェーデンのSKF社製のローラーベアリングを使用していた。これは非力な機関出力を前提に極力起動抵抗や走行抵抗を軽減することを目的として採用されたものである。

### 仕様
- 形式 - 1軸動力1軸付随・2軸付随台車
- 車体支持機構 - 揺れ枕吊り式・3点支持
- 枕ばね - 重ね板ばね
- 台車枠 - 鋼板組み立て菱枠構造
- 軸ばね - コイルばね
- 軸箱支持装置 - 軸ばね式
- 軸距 - 1,800mm
- 車輪径 - 860mm

## 派生形式
日本車輌製造が私鉄気動車向けとして試行錯誤を繰り返して開発・熟成を図ってきた台車の設計を流用した、という経緯から、同種の台車は同社が手がけた戦前製1067mm軌間地方私鉄向け2軸ボギー台車を装着する気動車のほぼ全形式におよぶ。
むしろ、本形式こそがこの日本車輌製造製気動車用標準型台車の派生形式であったと考えるべきであろう。また、鉄道省での制式採用後は実用新案や特許の制約が事実上無くなり、他のメーカーでも製造可能となった。このため、同種の台車は他社でもDT22・TR51が量産開始されるまで、戦前戦後を通じて多数が製造された。
国鉄向け
- 気動車用
  - TR27・TR28：車体の短いキハ40000形用として軸距を1,600mmに短縮したモデル。ただし、逆転機の内装最終減速機の設計変更で強トルク仕様となり、動軸の軸箱守部を強化する必要が生じたため、この部分が別設計となった[7]。それゆえ動台車と付随台車を別形式とする必要が生じ、TR27（動台車）・TR28(付随台車）と区分して付番された。
  - TR29：大型のキハ42000形用として軸距を2,000mmに拡大したモデル。半楕円形の重ね板ばねが直接左右の揺れ枕吊りから吊り下げられ、その上に揺れ枕が載せられていたのを改め、下揺れ枕を追加してその上に楕円形の重ね板ばねを左右に配置し、上揺れ枕を支持する、通常のレイアウトに変更して約6tの自重増[8]による心皿荷重増大に対応した。

私鉄向け
- 新潟鐵工所
  - NH38：TR29に独自形式を与えたもの。夕張鉄道キハ250・300形や雄別炭鉱鉄道キハ49200Y形など、同社製気動車に装着された。

## 採用された車両
※ 流用品・他事業者からの中古品を使用する車両を含む。
- 国鉄 - キハ41000形（キハ39600形・キハ04形・キハ05形・キハ06形）